# 白露山佑太
白露山 佑太（はくろざん ゆうた、1982年2月6日 - ）は、ロシア連邦北オセチア・アラニヤ共和国ウラジカフカス市出身で北の湖部屋（入門時は二十山部屋）に所属していた元大相撲力士。本名はバトラズ・フェーリクソヴィッチ・ボラーゾフ）Батра́з Фе́ликсович Бора́дзов、Batráz Féliksovič Borádzov）、愛称はバトラズ。得意技は右四つ、寄り、投げ。土俵入りでは光る電飾化粧回しを使用していた。最高位は東前頭2枚目（2006年7月場所）。兄は大嶽部屋に所属した元大相撲力士・露鵬であり、初の海外出身の兄弟関取である。

## 来歴
ロシア連邦北オセチア共和国ウラジカフカスに生まれる。14歳のときアマチュアレスリングを始め、16歳で世界ジュニア選手権大会で優勝を果たす。18歳から相撲にも取り組み、モスクワ大会の100kg超級で優勝するなどの実績を残した。2002年2月に兄の露鵬とともに来日。兄と同じ部屋に入門する予定だったが、外国出身者は一部屋に1人という規則があったため、兄は大鵬部屋、自身は二十山部屋に入門することとなった。四股名の由来は、ロシアの「露」と二十山の「山」、師匠の13代二十山の現役時代の四股名（北天佑）から「佑」の一字をとったものなどを合わせた。
2002年5月場所に初土俵を踏む。2004年9月場所に新十両、2005年7月場所に新入幕を果たすなど、順調に番付を上げる。同年11月場所では兄の露鵬とともに10勝5敗で二桁勝利を挙げた。2006年3月場所から同年5月場所にかけては、自身初となる2場所連続勝ち越しを達成した。2006年6月23日、13代二十山（元大関・北天佑）が死去したため、師匠の兄弟子である北の湖理事長（当時）の北の湖部屋に移籍した。
2006年7月場所では初めて番付で兄よりも上となる東前頭2枚目となるが、初日に大関・琴欧州に勝ったものの、足の怪我もあり5日目から11連敗で2勝13敗と大きく負け越し、三役昇進を逃した。同年9月場所、11月場所も負け越したが、その11月場所では西前頭14枚目で初日から8連敗し、その後7連勝という珍しい記録を残した（ただし7勝中4勝は十両力士との対戦によるものであった）。翌場所は同地位に据え置かれたが、前頭が1枚増加したため番付は実質1枚上昇となった。
2007年1月場所は8勝7敗の成績で元師匠の13代二十山が死去してから初の勝ち越しとなった。しかし翌3月場所では東前頭13枚目で5勝10敗と大きく負け越し、十両に陥落。その後も伸び悩み、幕内下位と十両の往復を繰り返した。最後の場所となった2008年7月場所は西十両4枚目で7勝8敗の成績に終わった。
2008年9月2日、日本相撲協会が十両以上の力士を対象に実施した簡易キットによる抜き打ち尿検査にて、露鵬と白露山の兄弟から大麻の陽性反応が出たことを発表。兄弟は警視庁から任意で事情聴取を受けたが、大麻使用を否認。警視庁は家宅捜索も行ったが、両人が大麻を所持していた証拠は発見されなかった。しかし専門機関での精密検査でも陽性反応が出たため、協会は9月8日に行われた理事会で露鵬とともに解雇することを決定した（詳細は大相撲力士大麻問題を参照）。

## 略歴
- 2002年（平成14年）2月 - 来日、二十山部屋に入門
- 2002年（平成14年）5月場所 - 初土俵
- 2004年（平成16年）9月場所 - 新十両
- 2005年（平成17年）7月場所 - 新入幕
- 2006年（平成18年）11月場所 - 兄の露鵬と共に2桁勝利を挙げる活躍。（2人とも10勝5敗）
- 2006年（平成18年）6月 - 13代二十山の死去に伴い、北の湖部屋に移籍。
- 2006年（平成18年）7月場所 - 初めて兄の露鵬よりも番付が上になる。（露鵬：東前頭3枚目、白露山：東前頭2枚目）
- 2008年（平成20年）9月 - 抜き打ち検査で大麻の陽性反応、精密検査も陽性反応だったため解雇処分。

## 人物像
- 非常に穏和な性格。露鵬が千代大海と小競り合いを起こした時も風呂場で兄を宥めていた。また、師匠の13代二十山の告別式では人目を憚らずに涙を見せた。

- クラシック音楽を好み、支度部屋でいつも聴く音楽はベートーヴェン。「心が落ち着くからね。もし土俵下まで聴くことができたら『運命』を聴くかも」が本人の弁[要出典]。

- 趣味はクラシック音楽鑑賞、パチンコ。

- 師匠の北の湖は「まじめで部屋での稽古態度は良好」と話した一方で巡業の態度に関しては酷評されており巡業担当の16代千田川（元関脇・安芸乃島）から「このままだと協会に言ってクビにしてもらうぞ」と怒鳴られたこともある[3]。

- 現役時代は白ヒョウの図柄に白星が発光ダイオードで点滅する仕掛けの電飾化粧廻しを使用していた[4]。

## エピソード
- 2006年3月25日より、人気力士の高見盛、把瑠都と共に全日空の国際線割引運賃サービス「エコ割」のCMに出演した。

- 自身が解雇され、師匠の北の湖が理事長を辞任した当日、北の湖の提案によって部屋の中で送別会が開かれた。部屋の外に報道陣がいる中で宴会が行われたため、一部週刊誌はこれを批判したが、北の湖は「自分の弟子が土俵を去るというのに、何にも声もかけないでいられますか？オレにはできない。他の弟子にとっては、一緒に稽古で頑張ってきた仲間です。どんな理由にしろ、弟子が辞める時に頑張ったな、と送り出すのは当然ですよ」と話していた[5]。
- 2009年3月にロシアメディアのインタビューに応じた。自身の解雇について、師匠の北の湖を快く思わない者たちが北の湖を陥れて相撲協会の舵取りをするようになったと主張。共謀者として大西祥平(慶應大学スポーツ医学研究センター所長)、10代友綱(元関脇 魁輝)、11代伊勢ノ海(元関脇 藤ノ川)、11代秀ノ山(元関脇 長谷川)の名を挙げた。そのために北の湖の弟子である自身が狙われ、兄は巻き込まれたとしている[6]。

- 20代前半から髪が薄くなってしまった。地位保全訴訟に敗れて角界復帰を断念した折にはロシアへ帰郷する飛行機の中で髷を切ったというが、極めて薄毛であったために素手で引っこ抜いたとのことである[7]。

- 酒はほとんど飲めないことで知られており、現役時代には「ロシア人だから酒に強いだろうって思われるのは迷惑」とも語っていた。

## 主な成績

### 通算成績
- 通算成績：233勝218敗 勝率.517
- 幕内成績：97勝128敗 勝率.431
- 現役在位：38場所
- 幕内在位：15場所

### 場所別成績
| | 一月場所 初場所（東京） | 三月場所 春場所（大阪） | 五月場所 夏場所（東京） | 七月場所 名古屋場所（愛知） | 九月場所 秋場所（東京） | 十一月場所 九州場所（福岡） |
| --- | ----------------------- | ----------------------- | ----------------------- | --------------------------- | ----------------------- | --------------------------- |
| 2002年 （平成14年） | x                       | x                       | （前相撲）              | 東序ノ口41枚目 6–1          | 東序二段70枚目 5–2      | 西序二段28枚目 6–1          |
| 2003年 （平成15年） | 西三段目64枚目 6–1      | 西三段目9枚目 5–2       | 西幕下49枚目 5–2        | 東幕下32枚目 3–4            | 西幕下40枚目 4–3        | 西幕下33枚目 3–4            |
| 2004年 （平成16年） | 西幕下37枚目 4–3        | 西幕下28枚目 4–3        | 東幕下23枚目 6–1        | 西幕下5枚目 5–2             | 東十両14枚目 8–7        | 西十両12枚目 8–7            |
| 2005年 （平成17年） | 東十両7枚目 10–5        | 西十両筆頭 6–9          | 西十両3枚目 10–5        | 西前頭14枚目 8–7            | 東前頭12枚目 7–8        | 東前頭13枚目 10–5           |
| 2006年 （平成18年） | 東前頭4枚目 4–11        | 東前頭12枚目 9–6        | 西前頭8枚目 10–5        | 東前頭2枚目 2–13            | 西前頭10枚目 5–10       | 西前頭14枚目 7–8            |
| 2007年 （平成19年） | 西前頭14枚目 8–7        | 東前頭13枚目 5–10       | 西十両2枚目 9–6         | 東前頭12枚目 6–9            | 東前頭15枚目 9–6        | 西前頭12枚目 3–12           |
| 2008年 （平成20年） | 西十両3枚目 8–7         | 東十両2枚目 8–7         | 東前頭15枚目 4–11       | 西十両4枚目 7–8             | 東十両6枚目 解雇 –      | x                           |
| 各欄の数字は、「勝ち-負け-休場」を示す。 優勝 引退 休場 十両 幕下 三賞：敢=敢闘賞、殊=殊勲賞、技=技能賞 その他：★=金星 番付階級：幕内 - 十両 - 幕下 - 三段目 - 序二段 - 序ノ口 幕内序列：横綱 - 大関 - 関脇 - 小結 - 前頭（「#数字」は各位内の序列） |                         |                         |                         |                             |                         |                             |

### 幕内対戦成績
| 力士名 | 勝数 | 負数 | 力士名 | 勝数 | 負数 | 力士名   | 勝数 | 負数 | 力士名   | 勝数 | 負数 |
| ------ | ---- | ---- | ------ | ---- | ---- | -------- | ---- | ---- | -------- | ---- | ---- |
| 朝青龍 | 0    | 2    | 朝赤龍 | 2    | 1    | 安壮富士 | 1    | 1    | 安馬     | 0    | 2    |
| 安美錦 | 1    | 1    | 岩木山 | 3    | 1    | 潮丸     | 1    | 3    | 皇司     | 2    | 2    |
| 魁皇   | 0    | 1    | 海鵬   | 0    | 3    | 垣添     | 3    | 6    | 鶴竜     | 1    | 1    |
| 春日王 | 2    | 3    | 春日錦 | 3    | 3    | 片山     | 1    | 1    | 稀勢の里 | 2    | 4    |
| 旭鷲山 | 2    | 1    | 旭天鵬 | 0    | 4    | 豪栄道   | 0    | 1    | 黒海     | 3    | 1    |
| 琴欧洲 | 1    | 1    | 琴春日 | 0    | 1    | 琴奨菊   | 0    | 2    | 琴ノ若   | 1    | 1    |
| 琴光喜 | 0    | 1    | 里山   | 0    | 1    | 霜鳳     | 2    | 1    | 十文字   | 4    | 1    |
| 駿傑   | 1    | 2    | 隆乃若 | 1    | 1    | 高見盛   | 2    | 5    | 玉飛鳥   | 0    | 1    |
| 玉春日 | 5    | 2    | 玉乃島 | 3    | 3    | 千代大海 | 0    | 2    | 出島     | 0    | 1    |
| 時津海 | 1    | 3    | 時天空 | 0    | 3    | 土佐ノ海 | 3    | 6    | 栃東     | 0    | 2    |
| 栃煌山 | 1    | 3    | 栃栄   | 1    | 0    | 栃ノ心   | 0    | 1    | 栃乃洋   | 3    | 2    |
| 栃乃花 | 5    | 3    | 豊桜   | 4    | 0    | 豊ノ島   | 5    | 0    | 豊響     | 0    | 2    |
| 白馬   | 1    | 0    | 白鵬   | 0    | 2    | 把瑠都   | 1    | 2    | 普天王   | 2    | 2    |
| 武雄山 | 0    | 2    | 寶智山 | 1    | 1    | 豊真将   | 1    | 3    | 北勝力   | 2    | 3    |
| 雅山   | 0    | 1    | 嘉風   | 4    | 3    | 龍皇     | 1    | 0    | 琉鵬     | 0    | 1    |
| 若麒麟 | 0    | 1    | 若兎馬 | 1    | 1    | 若の里   | 0    | 4    | 若ノ鵬   | 0    | 1    |